# Willa Rosochowicza w Toruniu
Willa Rosochowicza w Toruniu – willa znajdująca się na Bydgoskim Przedmieściu przy ul. Bydgoskiej 1/3 w Toruniu. Nawiązuje ona do stylu dworkowego. Została zbudowana w 1925 roku według projektu Stanisława Schmidta. W budynku zamieszkał Antoni Rosochowicz, teść Schmidta. W 1935 roku budynek przeszedł na własność Zarządu Głównego Zjednoczenia Kolejowców Polskich. Do 1996 roku mieścił się tu Dom Kultury Kolejarza. Obecnie budynek pełni funkcję biurowe. Willa figuruje w gminnej ewidencji zabytków (nr 818).